# Filmfestivalen i Cannes 2013
Filmfestivalen i Cannes 2013 (franska: Festival de Cannes 2013) är den 66:e officiella upplagan av filmfestivalen i Cannes. Den hölls i Cannes, Frankrike, från 15 till 26 maj 2013. Ordförande för tävlingsjuryn var den amerikanske filmaren och affärsmannen Steven Spielberg. Öppningsfilm blev den amerikanska filmen Den store Gatsby i regi av Baz Luhrmann, och avslutningsfilm var den franska filmen Zulu i regi av Jérôme Salle.
Guldpalmen vanns av filmen Blå är den varmaste färgen och priset delades ut till både regissören Abdellatif Kechiche och de två huvudrollsinnehavarna Adèle Exarchopoulos och Léa Seydoux. Det var första gången som juryn valde att prisa inte bara regissören till en film utan även skådespelarna.

## Officiella programmet

### Huvudtävlan
Följande filmer uttogs till huvudtävlan:
| Svensk titel               | Ursprungstitel                         | Regissör               | Produktionsland        |
| -------------------------- | -------------------------------------- | ---------------------- | ---------------------- |
|                            | Un chateau en Italie                   | Valeria Bruni Tedeschi | Frankrike              |
| Inside Llewyn Davis        | Inside Llewyn Davis                    | Joel och Ethan Coen    | Förenta staterna       |
|                            | Michael Kohlhaas                       | Arnaud des Pallières   | Frankrike och Tyskland |
|                            | Jimmy P.                               | Arnaud Desplechin      | Förenta staterna       |
|                            | Heli                                   | Amat Escalante         | Spanien                |
| Det förflutna              | Le Passé                               | Asghar Farhadi         | Frankrike              |
|                            | The Immigrant                          | James Gray             | Förenta staterna       |
| Mimi & Grigris             | Grigris                                | Mahamat-Saleh Haroun   | Frankrike och Tchad    |
| Only Lovers Left Alive     | Only Lovers Left Alive                 | Jim Jarmusch           | Förenta staterna       |
|                            | 天注定, Tian zhu ding                  | Jia Zhangke            | Kina                   |
| Sådan far, sådan son       | そして父になる, Soshite chichi ni naru | Hirokazu Kore-eda      | Japan                  |
| Blå är den varmaste färgen | La Vie d'Adèle                         | Abdellatif Kechiche    | Frankrike              |
|                            | 藁の楯 わらのたて, Wara no tate        | Takashi Miike          | Japan                  |
|                            | Jeune et jolie                         | François Ozon          | Frankrike              |
| Nebraska                   | Nebraska                               | Alexander Payne        | Förenta staterna       |
|                            | La Vénus à la fourrure                 | Roman Polański         | Frankrike              |
| Mitt liv med Liberace      | Behind the Candelabra                  | Steven Soderbergh      | Förenta staterna       |
| Den stora skönheten        | La grande bellezza                     | Paolo Sorrentino       | Italien och Frankrike  |
|                            | Borgman                                | Alex van Warmerdam     | Nederländerna          |
| Only God Forgives          | Only God Forgives                      | Nicolas Winding Refn   | Frankrike och Danmark  |

### Un certain regard
Följande filmer uttogs till avdelningen Un certain regard:
| Svensk titel                | Ursprungstitel                 | Regissör           | Produktionsland        |
| --------------------------- | ------------------------------ | ------------------ | ---------------------- |
|                             | Omar                           | Hany Abu-Assad     | Palestina              |
|                             | Death March                    | Adolfo Alix Jr.    | Filippinerna           |
| Last Stop Fruitvale Station | Fruitvale Station              | Ryan Coogler       | Förenta staterna       |
| The Bling Ring              | The Bling Ring – öppningsfilm  | Sofia Coppola      | Förenta staterna       |
| Svinen                      | Les Salauds                    | Claire Denis       | Frankrike              |
|                             | Norte, hangganan ng kasaysayan | Lav Diaz           | Filippinerna           |
|                             | As I Lay Dying                 | James Franco       | Förenta staterna       |
|                             | Tore tanzt                     | Katrin Gebbe       | Tyskland               |
|                             | Miele                          | Valeria Golino     | Italien och Frankrike  |
|                             | L'Inconnu du lac               | Alain Guiraudie    | Frankrike              |
|                             | Bends                          | Flora Lau          | Storbritannien         |
|                             | L'Image manquante              | Rithy Panh         | Kambodja               |
| Den tyske läkaren           | Wakolda                        | Lucía Puenzo       | Argentina              |
|                             | La jaula de oro                | Diego Quemada-Diez | Mexiko                 |
|                             | Anonymous                      | Mohammad Rasoulof  | Iran                   |
|                             | Sarah préfère la course        | Chloé Robichaud    | Kanada                 |
|                             | My Sweet Pepper Land           | Hiner Saleem       | Turkiet, Iran och Irak |
| Grand Central               | Grand Central                  | Rebecca Zlotowski  | Frankrike              |

### Utom tävlan
Följande filmer uttogs till att visas utom tävlan:
| Svensk titel                    | Ursprungstitel                | Regissör            | Produktionsland                |
| ------------------------------- | ----------------------------- | ------------------- | ------------------------------ |
|                                 | Blood Ties                    | Guillaume Canet     | Frankrike och Förenta staterna |
|                                 | All Is Lost                   | J.C. Chandor        | Förenta staterna               |
|                                 | Le dernier des injustes       | Claude Lanzmann     | Frankrike och Österrike        |
| Den store Gatsby – öppningsfilm | The Great Gatsby              | Baz Luhrmann        | Förenta staterna               |
|                                 | Zulu – avslutningsfilm        | Jérôme Salle        | Frankrike                      |
| Midnattsvisningar               |                               |                     |                                |
|                                 | Monsoon Shootout              | Amit Kumar          | Indien och Storbritannien      |
|                                 | 盲探, Blind Detective         | Johnnie To          | Hongkong                       |
| Hyllning till Jerry Lewis       |                               |                     |                                |
|                                 | Max Rose                      | Daniel Noah         | Förenta staterna               |
| Specialvisningar                |                               |                     |                                |
|                                 | Muhammad Ali's Greatest Fight | Stephen Frears      | Förenta staterna               |
|                                 | Stop the Pounding Heart       | Roberto Minervini   | Italien                        |
|                                 | Week End of a Champion        | Roman Polański      | Storbritannien                 |
|                                 | Seduced and Abandoned         | James Toback        | Förenta staterna               |
|                                 | Отдать концы, Otdat kontsy    | Taisija Igumentseva | Ryssland                       |

### Kortfilmstävlan
Följande filmer uttogs till att tävla i det officiella kortfilmsprogrammet:
| Titel               | Regissör                                   | Produktionsland    |
| ------------------- | ------------------------------------------ | ------------------ |
| Bishtar az do saat  | Ali Asgari                                 | Iran               |
| Condom Lead         | Mohammed Abou Nasser och Ahmad Abou Nasser | Palestina          |
| Hvalfjörður         | Guðmund Arnar Guðmundsson                  | Island och Danmark |
| Inseki to impotence | Omoi Sasaki                                | Japan              |
| Mont Blanc          | Gilles Coulier                             | Belgien            |
| Olena               | Elzbieta Benkowska                         | Polen              |
| Ophelia             | Annarita Zambrano                          | Frankrike          |
| Safe                | Moon Byoung-Gon                            | Sydkorea           |
| 37°4 S              | Adriano Valerio                            | Frankrike          |

## Jury

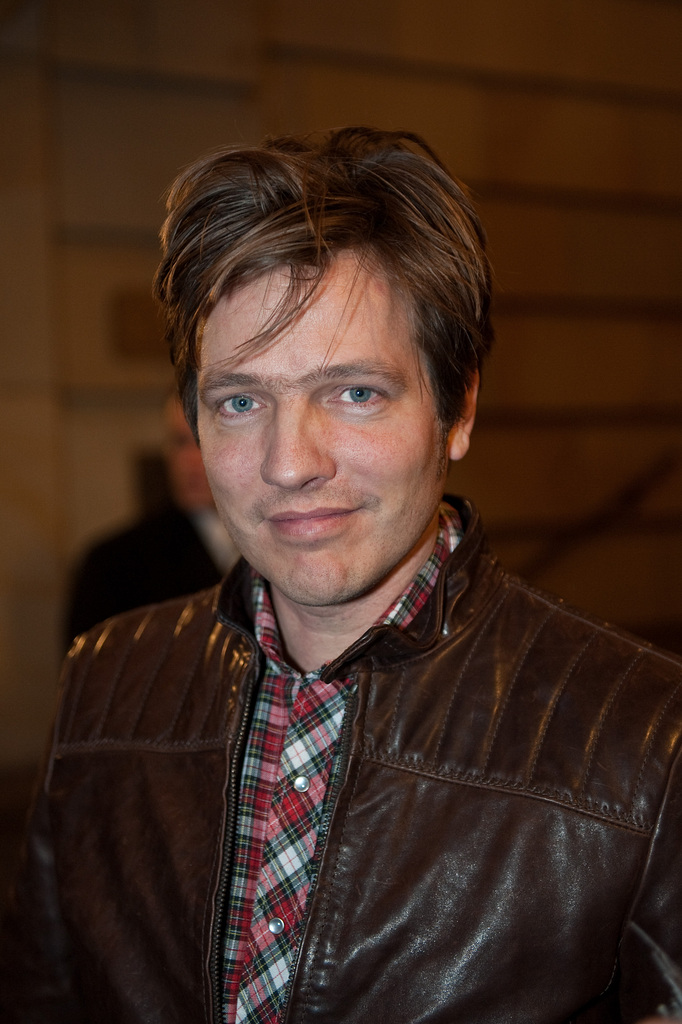
Thomas Vinterberg, ordförande för Un certain regard-juryn

### Huvudtävlan
- Steven Spielberg, amerikansk filmare och affärsman, juryordförande
- Daniel Auteuil, fransk skådespelare
- Vidya Balan, indisk skådespelerska
- Naomi Kawase, japansk filmare
- Ang Lee, taiwanesisk-amerikansk filmare
- Nicole Kidman, australisk-amerikansk skådespelerska
- Cristian Mungiu, rumänsk filmare
- Lynne Ramsay, skotsk filmare
- Christoph Waltz, österrikisk-tysk skådespelare

### Un certain regard
- Thomas Vinterberg, dansk filmare, juryordförande
- Zhang Ziyi, kinesisk skådespelerska
- Ludivine Sagnier, fransk skådespelerska
- Ilda Santiago, ordförande för Festival do Rio
- Enrique Gonzalez Macho, spansk producent och distributör

### Kortfilmstävlan och Cinéfondation
- Jane Campion, nyzeeländsk filmare, juryordförande
- Maji-da Abdi, etiopisk skådespelerska och regissör
- Nicoletta Braschi, italiensk skådespelerska och producent
- Nandita Das, indisk skådespelerska och regissör
- Semih Kaplanoglu, turkisk filmare

## Priser
- Guldpalmen – Blå är den varmaste färgen av Abdellatif Kechiche med Adèle Exarchopoulos och Léa Seydoux i huvudrollerna
- Festivalens stora pris – Inside Llewyn Davis av Joel och Ethan Coen
- Jurypriset – Sådan far, sådan son av Hirokazu Kore-eda
- Bästa regi – Amat Escalante för Heli
- Bästa manuskript – Jia Zhangke för Tian zhu ding
- Bästa kvinnliga skådespelare  – Bérénice Bejo för Le Passé
- Bästa manliga skådespelare  – Bruce Dern for Nebraska
- Un certain regard – L'Image manquante av Rithy Panh
- Caméra d'Or – Ilo Ilo av Anthony Chen